# クチバテングコウモリ
クチバテングコウモリ（Murina tenebrosa）は、哺乳綱コウモリ目（翼手目）ヒナコウモリ科テングコウモリ属に分類されるコウモリ。

## 分布
日本（対馬）。
模式標本の産地（模式産地）は上県町（現:対馬市）佐護。

## 形態
体長5センチメートル。尾長3.5センチメートル。毛衣は暗褐色。和名は体色が朽葉色であることに由来する。
頭骨長1.7センチメートル。前腕長3.4センチメートル。後肢と尾の間の皮膜（腿間膜、尾膜）は体毛がまばらで、ほぼ裸出する。

## 分類
模式標本となった個体は1962年に今泉吉典、小原巌両名が採集したメスで、1963年まで飼育された。対馬でこの個体が採集された以外は採集例がないが、1919年に屋久島で採集されたコウモリが本種とする説もある。

## 保全状況評価
情報不足（DD）（環境省レッドリスト）